# NATSU KOI★NATSU GAME
NATSU KOI★NATSU GAME (夏恋★夏GAME) es el décimo séptimo sencillo de la banda Oshare Kei: Antic Cafe, publicado en 2009 y perteneciente al álbum BB Parallel World.

## Canciones

### TYPE A (Limited Edition)

#### CD
| CD  |                                                 |          |  |
| N.º | Título                                          | Duración |  |
| 1.  | «NATSU KOI★NATSU GAME (夏恋★夏GAME)»            | 4:02     |  |
| 2.  | «Boku Wa Soba Ni Iru Kara (ボクは側にいるから)» | 3:26     |  |

#### DVD
| DVD |                                                          |          |  |
| N.º | Título                                                   | Duración |  |
| 1.  | «NATSU KOI★NATSU GAME (夏恋★夏GAME)» (Promotional Video) | 4:06     |  |

### TYPE B (Limited Edition)

#### CD
| CD  |                                               |          |  |
| N.º | Título                                        | Duración |  |
| 1.  | «NATSU KOI★NATSU GAME (夏恋★夏GAME)»          | 4:02     |  |
| 2.  | «Bokuwa Gawani Iru Kara (ボクは側にいるから)» | 3:26     |  |

#### DVD
| DVD |                                                                   |          |  |
| N.º | Título                                                            | Duración |  |
| 1.  | «Kawaiyu's ЯocК (可愛湯'sЯocК)» (20090517 at Tokyo Big Site Live) | 3:33     |  |

### TYPE C (Regular Edition)
| CD  |                                               |          |  |
| N.º | Título                                        | Duración |  |
| 1.  | «NATSU KOI★NATSU GAME (夏恋★夏GAME)»          | 4:02     |  |
| 2.  | «Bokuwa Gawani Iru Kara (ボクは側にいるから)» | 3:26     |  |